# Le Vingtième Siècle (roman)
Le Vingtième Siècle est un roman d'anticipation de 1883 écrit et illustré par Albert Robida. Publié aux éditions Georges Decaux, le roman aborde le genre du merveilleux scientifique en traitant avec humour les progrès scientifiques et technologiques.
Le roman est réédité à plusieurs reprises par les éditions Édouard Dentu sous le titre Le Vingtième Siècle, roman d'une Parisienne d'après-demain et complété à partir de 1891 par le roman Le Vingtième Siècle. La vie électrique qui traite en particulier de l'emploi générique et polyvalent de l'électricité.

## Intrigue
Albert Robida décrit la vie quotidienne des Parisiens des années 1952 à 1959 et expose les nombreuses inventions qui ont révolutionné les moyens de communication et les transports. Le roman relève du genre de la fantaisie scientifique, tout en étant un roman d'apprentissage.

## Autour de l'œuvre
L'auteur parsème le récit de nombreuses inventions, à l'instar du téléphonoscope, véritable emblème de la société future, ou encore du tube, système de transports qui a rendu obsolète la locomotive. Outre l'omniprésence de ces nouvelles technologies, Albert Robida décrit une société dont les femmes sont complètement émancipées et occupent à présent tous les postes à responsabilité, y compris dans l'armée. Par ailleurs, la société est si bien parvenue à encadrer toutes les activités, qu'elle a naturellement aboli bagne, peine de mort et même prison.
Dans les numéro de La Science Illustrée du 28 novembre 1891 au 30 juillet 1892, il publie l'ouvrage La vie électrique qui fait figure de complément de l'ouvrage Le Vingtième Siècle puisqu'il précise les événements de l'année 1955 en approfondissant l'emploi générique et polyvalent de l'électricité.

## Publications françaises
- Éditions Georges Decaux, 1883.
- Éditions Édouard Dentu, 1883, sous le titre Le Vingtième Siècle, roman d'une Parisienne d'après-demain.
- Éditions Édouard Dentu, 1884, sous le titre Le Vingtième Siècle, roman d'une Parisienne d'après-demain avec des illustrations inédites d'Albert Robida.
- Librairie illustrée Montgrédien, 1893, dans le recueil Le Vingtième Siècle suivi de La vie électrique.
- Éditions Édouard Dentu, 1895, sous le titre Le Vingtième Siècle, roman d'une Parisienne d'après-demain.
- La Science Illustrée no 471 au no 522, du 5 décembre 1896 au 27 novembre 1897.
- Le Populaire no 5903 au no 5963, du 16 avril au 15 juin 1939, sous le titre Le XXe siècle vu par Albert Robida.